# Estats Shan Meridionals
Estats Shan Meridionals o del Sud fou una divisió administrativa britànica dels Estats Shan a Birmània, formada per un grup d'estats sota un superintendent, amb una superfície de 93.240 km². Limitava al nord amb els Estats Shan Septentrionals dels que en part estava separada pel riu Nam Tu o Myitnge; a l'est amb Xina; al sud amb Laos, Tailàndia i els Estats Karenni, i a l'oest amb els districtes de Kyaukse, Meiktila i Yamethin de l'Alta Birmània i el districte de Toungoo de la Baixa Birmània. Hi ha les pagodes d'Angteng i Thandaung a Yawnghwe; de Shweonhmin a l'estat de Pangtara o Pindaya; i Tame a l'estat de Poila.

## Història
Es creu que el país estava habitat per was, palaungs, yins, taunghtus i karens quan al segle vii van arribar els xans o tais del regne de Moa Mao Long (conegut com a regne de Mao). El regne va ser feudatari de Pagan al segle xi i probablement fins al xiii i després va recuperar la independència; el segle xvi es va fraccionar en nombrosos petits estats i al segle xvii ja estaven sotmesos als birmans encara que aquesta sobirania tenia molt poc efecte pràctic als estats més llunyans però era efectiva als més propers. El regne d'Ava va fomentar lluites entre els estats i conflictes civils per mantenir-los dèbils i incapaços d'oferir resistència. Diverses revoltes es van desenvolupar cridant en ajust d'un o altre als prínceps veïns que estaven ben disposats a saquejar territoris d'altres. Això va durar pràcticament fins a l'establiment de la sobirania britànica el 1886; els britànics van imposar la pau entre 1886 i 1888.
El principal estat sota els birmans era Mongnai, on residia in oficial birmà amb títol de bohmumintha. Els birmans tenien establertes tropes allí i també a Paikong, als Estats Karenni a l'altre costat de Mongpai, l'estat xan més al sud, si bé aquesta guarnició tenia per objecte la vigilància dels karennis (els anomenats karens vermells). Delegats birmans residien a les corts de tots els prínceps encara que més enllà del Salween no tenien cap influència. Els prínceps recol·lectaven les taxes i administraven justícia tenint poder de vida i mort. L'opressió birmana no era gaire forta, i els perseguits sempre podien fugir cap a un altre estat.
A la mort del rei Mindon Min l'administració birmana va entrar en col·lapse tant als estats xans com a altres parts perifèriques de Birmània. El primer que es va revoltar fou el sawbwa de Kengtung, un gran estat més enllà del Salween, que es va enfrontar al rei birmà pel nomenament d'un nou sawbwa a l'estat veí de Kenghung (que després fou annexionat per Xina), va matar el resident birmà i als seus ajudants i va ocupar Kenghung que va cremar abans d'abandonar-la. El rei Thibaw era massa dèbil per castigar la revolta i llavors el sawbwa de Mongnai també es va revoltar i el van seguir els sawbwas de Mongnawng i Lawksawk. Aquestos tres estats, més accessibles que Kengtung, foren atacats per l'exèrcit birmà i els seus tres sawbwas van haver de fugir a Kengtung el 1884.
Aquí van intentar formar una coalició d'estats xans contra els birmans i segurament només l'annexió de Birmània pels britànics va impedir la formació d'un gran regne xan que havia de tenir com a sobirà suprem al prìncep Linbin, nebot de Mindon que s'havia escapart de la massacre de la família reial ordenada per Thibaw i que va arribar a Kengtung el 1885 al mateix temps que els britànics avançaven cap a Mandalay. Les tropes birmanes havien evacuat els estats shan i ara era qüestió de forçar als estats, més o menys ben disposats, a acceptar el líder que els aliats havien escollit.
El grup de Linbin va creuar el Salween al començament del 1886; Mongnai fou atacada i l'administrador de l'estat el general (pongyi) de nom Twet Nga Lu (que governava des de la fugida del sawbwa el 1884, per nomenament del rei de Birmània) fou arrestat pels britànics i l'estat fou retornat al legítim príncep. Els sobirans de Mongnawng i Lawksawk també van recuperar els seus dominis; als aliats es van unir els estats del sud-oest i la major part del Myelat; llavors van intentar convèncer a la resta d'acceptar a Linbin. Els estats de Kehsi Mansam, Mongkung i Laihka havien participat en la luita contra Mongnai i ara encapçalaven l'oposició a Linbin; Laikha fou assolat de punta a punta; Kehsi Mansam va sofrir la mateixa sort sinó pitjor; Mongpan, al sud de Mongnai, fou atacat per Mawkmai (entre Mongnai i els Estats Karenni, i a l'oest de Mongpan) i la capital saquejada. Mongkung (entre Laikha al sud i Lawksawk a l'oest també fou atacada. El sawbwa de Lawksawk va iniciar la seva venjança contra Yawnghwe, al que l'estat havia estat agregat pels birmans durant la fugida del príncep a Kengtung (1884-1886) però el príncep de Yawnghwe ja havia signat una aliança amb els britànics i amb ajut d'altres estats del Myelat va poder resistir l'atac procedent del nord i est fins que va arribar una expedició britànica manada pel coronel Stedman que va obligar els atacants a retirar-se. L'expedició britànica inicia a Hlaingdet al districte de Meiktila va trobar poca oposició de les forces de Lawksawk i cap d'altres estats. Després de Yawnghwe els estats del Myelat es van sotmetre i el superintendent dels estats Shan Meridionals es va instal·lar a Fort Stedman a la vora del llac Inle, prop de Yawnghwe.
A la submissió dels estats del Myelat va seguir la dels estats del sud-oest. Mongnai i Mongpawn, els més actius de la coalició de Linbin, es van sotmetre teòricament encara que de fet es van limitar a retirar-se als seus territoris. Els estats de Laihka, Mongkung i Kehsi Mansam que havien patit els atacs confederats van considerar que havia arribat el moment de la revenja i van fer un atac a Mongpawn, que era el sawbwa més proper i conseller més escoltat de Linbin. El superintendent va deposar l'hostil sawbwa de Lawksawk i va anar a Mongpawn, i va aconseguir la reconciliació dels caps i la submissió de la confederació de Linbin; el mateix príncep es va rendir i fou deportat. El juny de 1887 tots els estats del Cis-Salween estaven sota domini britànic i en pau. Entre 1887 i començament del 1888 el superintendent va fer una gira pels estats i va rebre la submissió personal dels prínceps, organitzant les relacions amb el govern britànic i entre ells.
El pongyi Twet Nga Lu va aconseguir el 1888 deposar el sawbwa de Mongnai i es va establir com a príncep d'aquest estat però fou mort el mateix any en un combat menor contra una columna britànica. Després aquesta columnva va haver d'anar al sud dels estats del Myelat on havien esclatat algun conflicte amb el príncep de Yawnghwe; després va haver de fer algunes operacions a Mongnai, i finalment va dirigir l'atenció a Mawkmai, que havia estat envaït i sotmès a vassallatge pel príncep Sawlapaw de Gantarawadi (Karenni oriental). Encara que l'orde fou restablert, el juny de 1888 el príncep karenni va atacar altre cop l'estat de Mawkmai i altre cop en fou expulsat amb severes pèrdues. Com que va refusar rendir-se, una expedició britànica va ocupar la seva capital Sawlon el 1889; Sawlapaw va fugir i el seu hereu Sawlawi fou posat al tron.
L'estat de Kengtung fou el darrer a sotmetre's. Ho va fer el 1890. Els territoris feudataris dels prínceps de Mawkmai i Mongpan a l'est del Salween, foren reclamats per Siam, que també reclamava els estats Karenni a l'est del riu. Això va portar a considerables dificultats i es va establir una comissió anglosiamesa (1889-1890) però al darrer moment Siam va refusar la seva participació; les tropes siameses foren retirades de la major part del territori en disputa que els britànics consideraven que no els pertanyia. Finalment la frontera fou demarcada per una comissió conjunta (1892-1893); la frontera amb Laos fou demarcada el 1894-1895 i l'estat de Kengcheng fou dividit entre Gran Bretanya i França amb el Mekong com a frontera i la part del Cis-Mekong fou agregada a Kengtung. El límit entre Kengtung i Xina fou demarcat per una comissió angloxinesa (1898-1899).
El 1901 es va fer el primer cens regular i va donar una població de 770.559 habitants. Els menys poblats eren Pangmi i Nawngwawn.

## Geografia
El territori era dins la conca del Salween excepte la part més occidental, i la part oriental de l'estat de Kengtung que formava part de la conca del Mekong amb els tributaris Nam Lwi, Nam Lin i Nam Hkok. Afluents del Salwween eren el Nam Hka al nord i el Nam Hsim més al sud. Dels tributaris occidentals el principal el Nam Pang (que neix a Hsenwi del Sud) que desaigua al salween a l'estat de Kenghkam; el Nam Teng regava l'estat de Mongnai i seguia al sud fins a desaiguar al Salween a uns 25 km de la frontera amb els Estats Karenni; més a l'oest el Nam Pawn que desaiguava al Salween als estats Karenni; el Nam Tamhpak, afluent seu, naixia a l'estat d'Hopong i corria paral·lel per l'oest del Nam Pawn fins a trobar-lo; més a l'oest el Nam Pilu o Balu chaung, que regava diversos estats de la regió anomenada Myelat, entrava i sortia del llac Inle i seguia al sud entrant a Karenni on desapareixia trobant al Nam Paw per canals. La resta de rius a l'oest eren de la conca de l'Irauadi: el Nam Tu o Myitnge amb l'afluent Nam Lang, i l'afluent d'aquest el Nam Et, el Zawgyi i el Paunglaung.
Les muntanyes principals es desenvolupaven de nord a sud, destacant els cims de Sindaung i Myinmati, prop de Kalaw, de més de 1500 metres, la serra de Menetaung a Pangtara, amb el cim d'Ashe-myin-anauk-myin (2.380 metres); i la serra de Loi Sang que separa les valls del Yawnghwe i del Tamhpak. Una serralada més a l'est separa el Tamhpak i el Nam Pawn, i arriba fins al nord dels Estats Karenni superant els 2.500 metres als cims de Loi Mai i Loi Maw. Darrere del riu Nam Pawn una serra paral·lela també sobrepassa els 2.500 metres.
El Myelat separa el país xan de la Birmània pròpia; a l'est del Myelat el paisatge passa de tropical a alpí destacant la vall del Yawnghwe a l'est del qual la conca del Tamhpak, i més enllà el Nam Pawn. El llac Inle, el principal de tot el país Shan de 18 km de llarg i 10 d'ample, abastit pel Nam Pilu. Hi ha dos petits llacs més poc importants.

## Geografia humana
L'ètnia dominant són els xans que eren el 1901 uns 331.000, sent majoritaris a la divisió oriental; a la divisió central l'ètnia majoritaria eren els taunghtus o pa-os encara que els xans els seguien; a Myelat en canvi eren minoria. Els taunghtus eren en total 125.000 i predominaven als estats del sud de la divisió central. Els danus, una barreja de xans i birmans, eren 51.000 i dominaven al nord del Myelat; els inthes eren els habitants a la vora del llac Inle i eren un 50.000; els hkun xans eren 41.000 i vivien a l'estat de Kengtung darrere el Salween on també viuen els akhes (26.000), els lu xans (16.000) i els was (24.000); els taungyios vivien al centra del Myelat i eren més de 16000; els karens (19.000) al sud de la divisió central i oriental; el muhsos (16.000) un poble tibetobirmà i els lisus o lisaws també vivien a l'estat de Kengtung; el palaungs eren 12.000 i vivien a la part nord; els padaungs (una comunitat karenni) eren uns 8000 i eren molt coneguts per les seves "dones girafes" vivien a Mongpai. Els birmans només eren 12.000. Altres minories eren els riangs o yins (pre-xans d'origen mon-khmer), els karens zayein, els xinesos (un miler), el hindus i els europeus. De la població, 696.800 habitants eren budistes, i uns 70.000 animistes.

## Govern i administració
El superintendent tenia residència a Taunggyi, i tenia ajudants a Kengtung, a Thamakan o Hsamonghkam (per la divisió de Myelat i l'estat de Yanghwe o sigui 16 estats), a Taunggyi mateix (per la divisió central, 9 estats), a Loilem (per la divisió oriental, 12 estats) i un altre ajudant a Taunggyi com a assistent general i tresorer (amb un subtresorer a Kengtung). Un cert control del superintendent s'estenia sobre els estats Karenni, que quedaven fora de la jurisdicció britànica, i no estaven dins l'Índia Britànica. Els prínceps (sawbwas, myozas i ngwegunhmus) exercien el control dels seus estats recaptant taxes, i exercint justícia civil i criminal; hi havia 9 sawbwas, 18 myozas i 11 ngwegunhmus. L'entitat o divisió es va organitzar en dos estats individuals, i tres subdivisions agrupant diversos estats:
- Kengtung
- Yawnghwe
- Divisió Central: Mongpai, Lawksawk, Samkha, Nawngwawng, Hsatung, Wanyin, Hopong, Namkhok, Sakoi
- Divisió Oriental: Mongnai, Kengtawng, Laikha, Mawkmai, Mongpan, Mongpawn, Mongnawng, Mongkung, Mongsit, Kehsi Mansam, Kenghkam, Mongshu, Mongsang i Kenglon.
- Divisió de Myelat: Hsamongkham, Kyakku, Kyone, Loi-ai, Loimaw, Maw, Mawnang, Mawson, Namkhai, Namtok, Pinhmi, Pindaya, Pwela, Yengnan i Loilong.